# モーリス・ジョベール
モーリス・ジョベール（Maurice Jaubert、1900年1月3日 - 1940年6月19日）は、フランスの作曲家。ニース出身。

## 経歴
もともとクラシック音楽の作曲家であったが、多数の映画音楽によって名を残す。とりわけ、ジャン・ヴィゴ監督の「新学期・操行ゼロ」および「アタラント号」、ルネ・クレール監督の「巴里祭」、ジュリアン・デュヴィヴィエ監督の「舞踏会の手帖」および「旅路の果て」、マルセル・カルネ監督の「おかしなドラマ」「北ホテル」「霧の波止場」「陽は昇る」に提供した楽曲が代表作である。
第二次世界大戦に従軍し、ムルト＝エ＝モゼル県バカラ近郊のアズレイユ（Azerailles）にて戦死した。
フランソワ・トリュフォー監督は、ジョベールの器楽曲を「アデルの恋の物語」「トリュフォーの思春期」「恋愛日記」「緑色の部屋」に転用した。このほかのクラシック分野の作品としては、室内楽伴奏による声楽曲《テッサの歌》が知られている。これは、マーガレット・ケネディの小説『永遠の処女』を原作とするジャン・ジロドゥーの戯曲『テッサ』に曲付けされたものである。

## フィルモグラフィー

### 映画
- 新学期・操行ゼロ（1933年）
- 巴里祭（1933年）
- アタラント号（1934年）
- 舞踏会の手帖（1937年）
- 北ホテル（1938年）
- 霧の波止場（1938年）
- 旅路の果て（1939年）
- 陽は昇る（1939年）